# Jan Elfring
Jan Johan Gerard Hendrik Elfring (Alkmaar, 8 februari 1902 - Apeldoorn, 4 september 1977) was een Nederlands voetballer die als middenvelder speelde.
Elfring speelde bij Alcmaria Victrix uit Alkmaar. Tussen 1926 en 1928 speelde hij 15 wedstrijden voor het Nederlands voetbalelftal waarbij hij twee doelpunten maakte. Hij nam deel aan de Olympische Zomerspelen in 1928. Zijn zoon Hans speelde in het seizoen 1957/58 voor AGOVV.